# O,O-Dimethyldithiophosphat
O,O-Dimethyldithiophosphat ist eine organische Verbindung und ein Ester der Dithiophosphorsäure, bei der beide Sauerstoffatome mit Methanol verestert sind.

## Vorkommen
O,O-Dimethyldithiophosphat tritt als Abbauprodukt bei der Hydrolyse des weitverbreiteten Pestizids Malathion auf und lässt sich beispielsweise in Flusswasser nachweisen. O,O-Dimethyldithiophosphat wird wiederum zu O,O-Dimethylthiophosphat oxidiert.

## Herstellung
O,O-Dimethyldithiophosphat kann durch Reaktion von Phosphor(V)-sulfid mit Methanol hergestellt werden.

## Reaktionen und Verwendung
O,O-Dimethyldithiophosphat kann zur Synthese von Dithioestern verwendet werden. Wird es mit Triethylamin und einem Carbonsäurechlorid umgesetzt, entsteht zunächst ein gemischtes Anhydrid der Dithiophosphorsäure und der entsprechenden Carbonsäure. Diese setzt dann den Methylester der entsprechenden Dithiocarbonsäure frei.
O,O-Dimethyldithiophosphat dient als Edukt für die Herstellung diverser Pestizide. Dazu gehören Phenthoat, Anilofos und Formothion. Auch Malathion kann ausgehend von O,O-Dimethyldithiophosphat herstellt werden, wobei dieses zunächst durch Reaktion mit Natriumcarbonat in das entsprechende Natriumsalz umgewandelt wird.